# Gaius Caesar
Gaius Julius Caesar, được biết đên rộng rãi với tên gọi Gaius Caesar hoặc Caius Caesar, là con trai lớn của Marcus Vipsanius Agrippa và Julia Già. Ông được sinh ra vào khoảng thời gian từ ngày 14 tháng 8 đến 13 tháng 9 năm 20 TCN hoặc theo các nguồn khác là vào ngày 23 tháng 9 năm 20 TCN. Ban đầu ông được đặt tên là Gaius Vipsanius Agrippa, khi được ông ngoại, đương kim Hoàng đế La Mã, Augustus Caesar, thuộc thị tộc Julia, nhận nuôi, tên của ông cũng được đổi thành Gaius Julius Caesar theo tên người cha mới.

## Tiểu sử
Gaius và em trai Lucius Caesar đều được nhận nuôi bởi ông ngoại của mình, hoàng đế La Mã Augustus, người đã chỉ định hai cậu trai trẻ người thừa kế của mình. Vào năm 6 TCN, giới bình dân La Mã lên tiếng ủng hộ Gaius trở thành Chấp chính quan, mặc dù trên thực tế, ông chỉ mới 14 và thậm chí chưa mặc Toga virilis. Bằng một sự thỏa hiệp, mọi người đã thống nhất rằng ông cần phải có chỗ đứng trong Viện nguyên lão, và ông đã được thực hiện lãnh designatus với ý định rằng ông sẽ trở thành chấp chính quan khi ông lên hai mươi.